# Дрипчево
Дри́пчево (болг. Дрипчево) — село в Хасковській області Болгарії. Входить до складу общини Харманли.

## Населення
За даними перепису населення 2011 року у селі проживали 30 осіб, усі — болгари.
Розподіл населення за віком у 2011 році:
Динаміка населення: